# イヴァンまたは獅子の騎士
『イヴァンまたは獅子の騎士』（イヴァンまたはししのきし、Yvain, le Chevalier au Lion）は、1170年から1181年頃にかけてクレティアン・ド・トロワにより著作された散文騎士道物語であり、アーサー王伝説を主題にした5作品のひとつである。

## 概要
以下のあらすじは、田中仁彦 著『ケルト神話と中世騎士物語―「他界」への旅と冒険』（p.193-205）及び英語版ウィキソース等に収録のWilliam Wistar Comfort 訳のテキストによる。
アーサー王の騎士カログルナン（Calogrenant（英語版））から、以前ブロセリアンド（Brocéliande （英語版））の森の奥の、大理石の石畳に囲まれた不思議な泉を訪れ、そこで黒馬に跨った黒い鎧の騎士エスクラドス（Esclados（英語版））と戦い敗れた、という話を聞いたイヴァン（Yvain）は仇討ちを思い立ち、ブロセリアンドの森に赴く。イヴァンは途中で墳墓の上に座り、棍棒を持って野生動物を見張る黒い醜い男から不思議な泉への道を教わる。
イヴァンは教わった通り、泉の水を汲んで石畳にかけると、突然雷鳴とともに嵐が起こる。やがて嵐が止み平穏がもどると、黒い鎧の騎士エスクラドスが黒馬に跨って駆け寄り、イヴァンに襲いかかる。イヴァンはエスクラドスを破り重傷を負わせる。エスクラドスは城に逃げ帰り、イヴァンは追い駆け城に入るが入口の鉄格子が落ち閉じ込められてしまう。
そのとき、かつてイヴァンに恩を受けたことがある、エスクラドスの妻ローディーヌ （Laudine（英語版））の侍女リュネット（Lunete（英語版））が現れ、姿を見えなくすることができる魔法の指輪を渡す。かくてエスクラドスは息絶え、髪かきむしって悲嘆にくれているローディーヌを一目見たイヴァンは未亡人に恋してしまう。イヴァンはリュネットの知略によってローディーヌを娶る。
イヴァンはローディーヌとともに幸福な生活を送っていたが、アーサー王の一行とともに城にやってきたゴーヴァン（ガウェイン）は、ローディーヌを残して遍歴の旅に出発するよう巧みな弁舌で彼に説得する。ローディーンヌ彼が1年後に帰るよう条件を出し、「もし期限を1日でも過ぎるようなことがあれば、私の愛は憎しみに変わるでしょう」と禁呪をいいながら同意する。
やがてイヴァンは遍歴の騎士としての功績に高揚し、妻の元に戻るという約束をたがえてしまう。イヴァンがアーサー王の宮廷でこれに気づいたとき、黒い馬に乗った貴婦人がやってきて彼を激しく罵り、二度とローディーヌのもとに来てはならぬと命じ、指輪を返す。
イヴァンは悲嘆のあまり発狂して裸で原野をさまよい、生肉を食らう生活をするようになる。イヴァンは気を失っているところを通りすがりのノワイゾン夫人（Lady of Noroison）によって発見される。以前夫人が妖精モルガンにもらった薬で治療し、イヴァンは正気を取り戻す。
その後、イヴァンは癒された返礼として攻め寄せてきたアリエル伯爵（Count Alier）と戦い、夫人の領地と城を取り戻す。ノワイゾン夫人は、イヴァンに夫として城に留まるよう懇願するが、イヴァンは再び遍歴の旅に出て、ローディーヌを取り戻す方法を探求することを決心する。
イヴァンは旅の途中で火を吐く大蛇と獅子が戦っているところに出くわす。イヴァンは問答のすえ獅子に加勢し、大蛇を倒した。これに恩義を感じた獅子は、イヴァンと行動を共にするようになり、イヴァンは獅子を連れた騎士とだけしか名乗らなくなる。
冒険の旅の途次、イヴァンに嫁がせられたローディーヌの不興を買ったリュネットが告発によって捕らえられ火刑に処せられることになり、その無実を証明するためにイヴァンは覆面をつけて馳せ参じて告発した3人の騎士たちと決闘することになる。イヴァンは決闘して深手を負いながらも告発者たちを倒す。覆面の騎士がイヴァンであることを知らないローディーヌは、イヴァンに傷が癒えるまで城に留まるよう言うが、「私の愛する貴婦人が私に対する怒りを捨ててくれるまでは、私は遍歴の旅を続けなければなりません」と言い残し立ち去る。
イヴァンは冒険に冒険を重ね、ある日決心して不思議な泉に立ち戻る。そこに現れたリュネットにとりなしを頼む。リュネットは再び知恵をめぐらしローディーヌに、この泉を守護できるものは獅子を連れた騎士だけだが、彼を説得するためにはその愛する貴婦人が怒りを捨てなければならない、と言う。ローディーヌは自分がその人の怒りを鎮めるよう努める、と答える。リュネットはローディーヌにその言葉が虚偽でないことを聖遺物に誓わせる。
リュネットは獅子を連れた騎士がローディーヌの夫であったことを明かし、再び知略を用いて2人の復縁を取り持ち、2人は完全なる恋人となる。

## 関連作品
- クリジェス
- ランスロまたは荷車の騎士
- ペルスヴァルまたは聖杯の物語
- エレックとエニード（英語版）